# Jonathan David
Jonathan Christian David (ur. 14 stycznia 2000 w Nowym Jorku) – kanadyjski piłkarz pochodzenia haitańskiego z obywatelstwem amerykańskim występujący na pozycji środkowego napastnika we francuskim klubie Lille OSC oraz w reprezentacji Kanady. Uczestnik Mistrzostw Świata 2022.

## Kariera
Karierę rozpoczynał w amatorskich zespołach z Ottawy. W 2018 roku przeniósł się do KAA Gent.
W reprezentacji Kanady zadebiutował w 2018. Został powołany na Złoty Puchar CONCACAF 2019. Na turnieju zdobył sześć bramek i został królem strzelców.
11 sierpnia 2020 przeszedł do Lille za kwotę 30 milionów euro, stając się tym samym, najdroższym zawodnikiem kanadyjskim.

## Statystyki

### Klubowe
(aktualne na koniec sezonu 2022/2023)
| Klub               | Sezon              | Liga               | Liga  | Liga   | Puchar kraju | Puchar kraju | Europa | Europa | Inne  | Inne   | Suma  | Suma   |
| Klub               | Sezon              | Liga               | Mecze | Bramki | Mecze        | Bramki       | Mecze  | Bramki | Mecze | Bramki | Mecze | Bramki |
| ------------------ | ------------------ | ------------------ | ----- | ------ | ------------ | ------------ | ------ | ------ | ----- | ------ | ----- | ------ |
| Gent               | 2018/2019          | Eerste klasse A    | 33    | 12     | 6            | 0            | 4      | 2      | —     | —      | 43    | 14     |
| Gent               | 2019/2020          | Eerste klasse A    | 27    | 18     | —            | —            | 13     | 5      | —     | —      | 40    | 23     |
| Gent               | Ogólnie            | Ogólnie            | 60    | 30     | 6            | 0            | 17     | 7      | 0     | 0      | 83    | 37     |
| Lille              | 2020/2021          | Ligue 1            | 37    | 13     | 3            | 0            | 8      | 0      | —     | —      | 48    | 13     |
| Lille              | 2021/2022          | Ligue 1            | 38    | 15     | 1            | 1            | 8      | 3      | 1     | 0      | 48    | 19     |
| Lille              | 2022/2023          | Ligue 1            | 37    | 24     | 3            | 2            | —      | —      | —     | —      | 40    | 26     |
| Lille              | Ogólnie            | Ogólnie            | 112   | 52     | 7            | 3            | 16     | 3      | 1     | 0      | 136   | 58     |
| Ogólnie w karierze | Ogólnie w karierze | Ogólnie w karierze | 172   | 82     | 10           | 3            | 33     | 10     | 1     | 0      | 219   | 95     |

### Reprezentacyjne
(aktualne na 12 listopada 2024)
| Reprezentacja | Rok     | Mecze | Bramki |
| ------------- | ------- | ----- | ------ |
| Kanada        |         |       |        |
| 2018          | 3       | 3     |        |
| 2019          | 9       | 8     |        |
| 2020          | 0       | 0     |        |
| 2021          | 12      | 7     |        |
| 2022          | 14      | 4     |        |
| 2023          | 7       | 4     |        |
| 2024          | 12      | 4     |        |
| Ogólnie       | Ogólnie | 57    | 30     |

## Sukcesy

### Lille
- Mistrzostwo Francji: 2020/2021
- Superpuchar Francji: 2021

### Indywidualne
- Król strzelców Eerste klasse A: 2019/2020 (18 goli)[c]